# Duché de Saxe-Lauenbourg
1296–1876
Entités précédentes :
- Duché de Saxe
( Saint-Empire romain germanique)

Entités suivantes :
- Province du Schleswig-Holstein
( Royaume de Prusse)

Le duché de Saxe-Lauenbourg (en allemand : Herzogtum Sachsen-Lauenburg) était un État du Saint-Empire romain germanique qui émergea après la dissolution du duché de Saxe en 1296. Après l'extinction des ducs de la maison d'Ascanie en 1689, il est gouverné en union personnelle par les électeurs de Hanovre puis par les rois de Danemark. État de la Confédération germanique depuis 1815, le duché relève de la souveraineté du royaume de Prusse après la guerre des Duchés et la convention de Gastein en 1865.
Situé entre les États de Mecklembourg, Brunswick-Lunebourg (Hanovre) et Holstein, dans le sud-est de l'actuel Land de Schleswig-Holstein, il a pour capitale Lauenbourg sur la rive de l'Elbe, puis Ratzebourg à partir de 1619. L'actuel arrondissement du duché de Lauenbourg est nommé en référence à l'ancien État.

## Histoire
Au VIIIe siècle, le territoire entre l'Elbe et la mer Baltique était une zone de frontière, peuplée par des Saxons dans le sud-ouest et par les tribus slaves de la confédération des Abodrites dans le nord-est. Pendant la guerre des Saxons, en 804, l'empereur Charlemagne s'est temporairement allié avec les Abodrites et leur céda les domaines des Nordalbingiens comme une zone tampon avec le territoire du roi Godfred de Danemark. En 810, il a changé de cap politique et chassa les Abodrites; à la limite de ses terres, il fait bâtir les fortifications plus tard connues sous le nom  du limes Saxoniae (selon les chroniques d'Adam de Brême au XIe siècle).
L'établissement saxon de Racesburg est mentionné pour la première fois en 1062. Le château fort de Ratzeburg a déjà été fondé au debut du XIe siècle par le prince slave Ratibor (Ratse, † 1043). En 1142, le duc Henri le Lion, de la maison des Guelfes (Welf), a fondé le comté de Ratzebourg, un fief saxon, suivi de l'évêché de Ratzebourg en 1154. Henri a été destitué par l'empereur Frédéric Barberousse en 1180 et son duché passa  au comte Bernard de Ballenstedt, de la maison d'Ascanie. Il fit construire le château de Lauenbourg sur l'Elbe en 1182. Le territoire a été conquis par les Danois en 1201.
La victoire à la bataille de Bornhöved en 1227 a permis aux ducs de Saxe de recouvrer les domaines de Ratzebourg. Pour compenser la dynastie des Welf, l'empereur Frédéric II a créé le duché de Brunswick-Lunebourg en 1235; l'ascension de la maison de Brunswick au sud a affaibli la position des ducs ascaniens. En 1260, après le décès du duc Albert Ier de Saxe, ses fils Jean Ier et Albert II gouvernèrent d'abord conjointement.

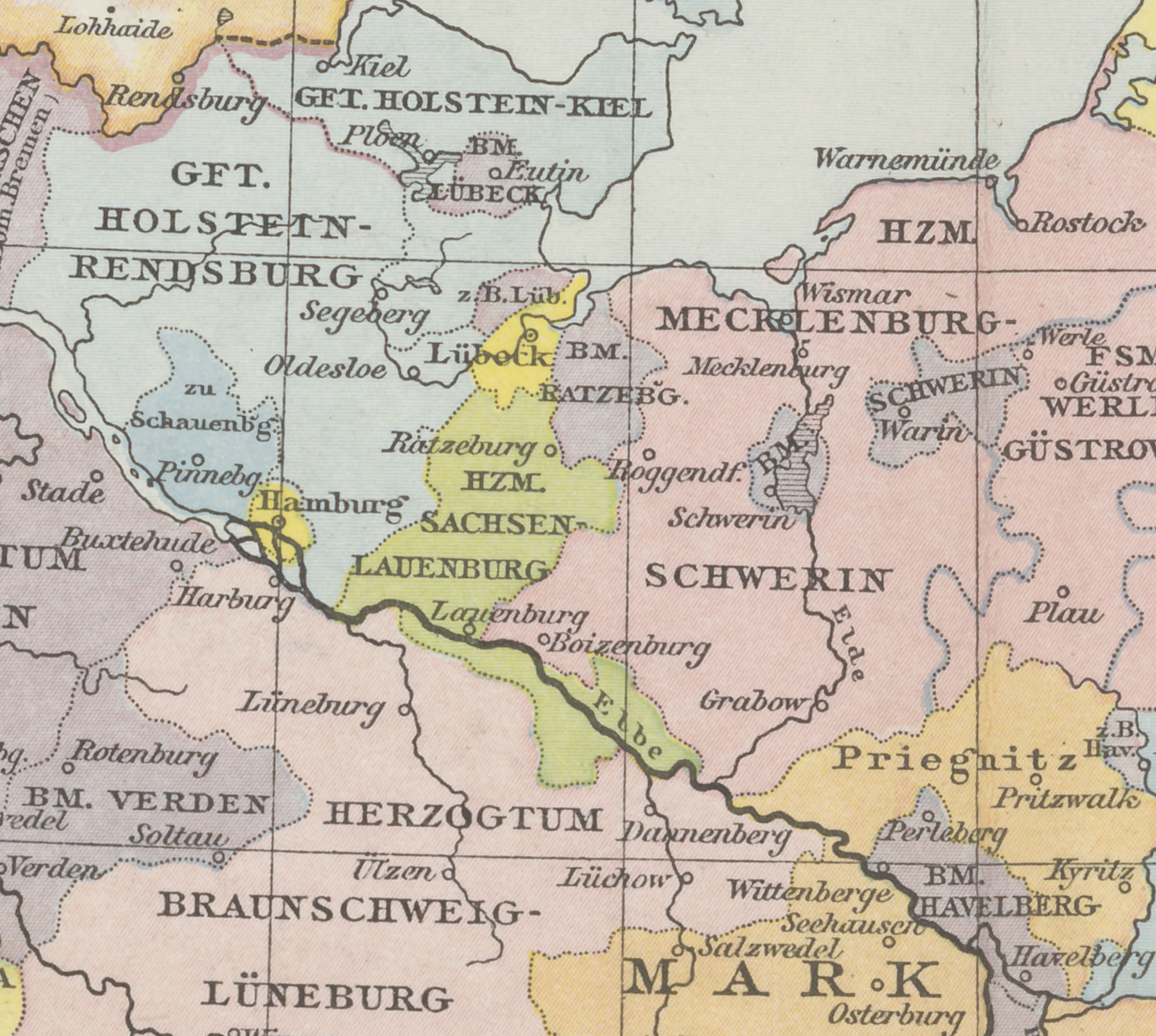
Saxe-Lauenbourg (en vert) vers l'an 1400.

L'État de Saxe-Lauenbourg est formé en 1296 lors de la partition définitive du duché ethnique de Saxe. Il est gouverné par la branche aînée de la ligne ascanienne, les fils du duc Jean Ier; la branche cadette d'Albert II régnant sur la Saxe-Wittemberg. Les ducs résidant à Lauenbourg ont aussi la suprématie sur le pays de Hadeln à l'ouest. Les deux lignées se disputaient l'électorat de Saxe : en 1314, les deux étaient présents à l'élection du roi des Romains; Wittemberg a opté pour Frédéric le Bel de la maison de Habsbourg, Lauenbourg pour Louis le Bavarien de la maison de Wittelsbach. L'élection de Gunther de Schwarzbourg en 1349 a conduit finalement à ce que l'électorat soit reconnu à Saxe-Wittemberg par la Bulle d'or, promulguée par l’empereur Charles IV en 1356. 
Vers l'an 1398, les ducs de Lauenbourg firent aménager le canal de Stecknitz reliant l'Elbe à la Trave et la mer Baltique. Après l'extinction de la lignée ascanienne de Saxe-Wittemberg en 1422, Lauenbourg a essayé en vain de récupérer l'électorat de Saxe qui échoit aux margraves de Misnie de la maison de Wettin. À partir de 1500, lors de la réforme impériale, le duché de Lauenbourg fait partie du cercle de Basse-Saxe. Dans les années 1530s l'influence de la Réforme protestante grandissait. En 1582, le duc François II de Saxe-Lauenbourg épousa Marie de Brunswick-Lunebourg, la fille du duc Jules de Brunswick-Wolfenbüttel. Le fils de François II, Auguste de Saxe-Lauenbourg, reste neutre pendant la guerre de Trente Ans. 

Le duché de Saxe-Lauenbourg en 1580.

En 1689, à la mort du duc Jules-François, la lignée ascanienne de Saxe-Lauenbourg n'a plus d'héritier. Le duché revient aux Welf, et est gouverné en union personnelle par le prince de Brunswick-Calenberg (l'électeur de Hanovre à partir de 1705).
Pris dans la tourmente des guerres napoléoniennes, le duché disparaît entre 1803 et 1814, date à laquelle il passe à la maison d'Oldenbourg. Il devient un État de la Confédération germanique gouverné en union personnelle par le roi de Danemark. Après la guerre des Duchés, en 1865, les États généraux de Saxe-Lauenbourg offrent la couronne du duché au roi Guillaume Ier de Prusse. Il gouverne le duché en union personnelle pendant une dizaine d'années, puis celui-ci est annexé formellement à la Prusse et intégré à la province du Schleswig-Holstein.

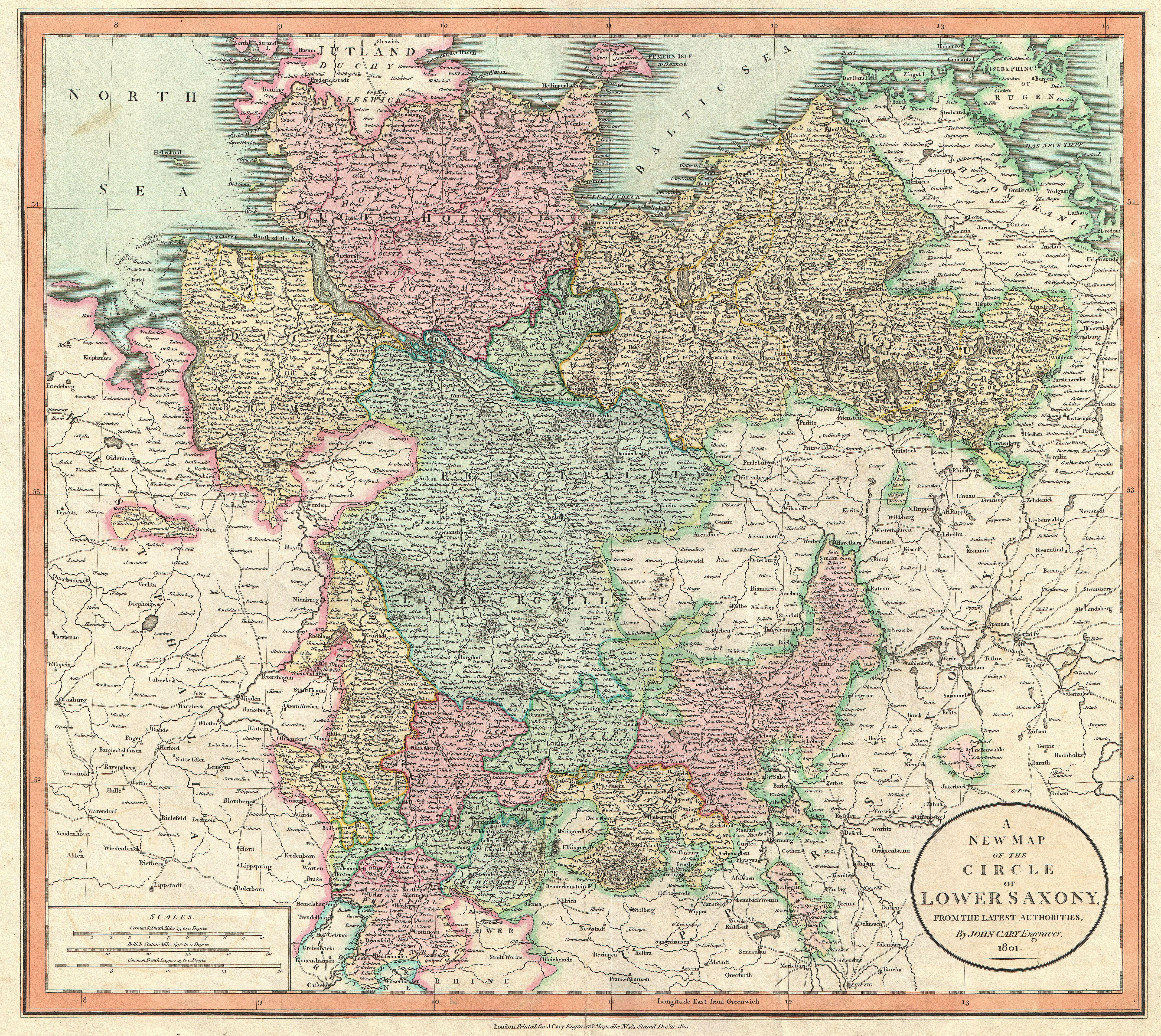
Le duché de Saxe-Lauenbourg (en vert) dans le cercle de Basse-Saxe.

### Biobibliographie
- Marie-Nicolas Bouillet  et Alexis Chassang (dir.), « Duché de Saxe-Lauenbourg » dans Dictionnaire universel d’histoire et de géographie, 1878 (lire sur Wikisource)